# Волково (Благовещенский район)
Волково (баш. Волков) — село в Благовещенском районе Республики Башкортостан Российской Федерации. Административный центр Волковского сельсовета. С 1882 современный статус.

## География
Протекает река Багышла (верхний приток Усы).

### Географическое положение
Расстояние до:
- районного центра (Благовещенск): 34 км,
- ближайшей ж/д станции (Загородная): 51 км.

## Топоним
Первоначально Ново-Александровский (Волковский) починок. Волков — фамилия хозяина земли, на котором выстроено селение. Затем называлось Александровское, Ново-Александровское, потом Волково.

## История
Образован в 1877 году в восьми верстах к юго-западу от села Надеждина переселенцами из Вятской губернии на участке земли, купленным у дворянина Дмитрия Сергеевича Волкова по цене 14 рублей за десятину. Дворянин поддерживал развитие населенного пункта, крестьяне даже сохранили дворянскую усадьбу.
Ново-Александровский починок входил в приход села Надеждино. Когда в 1882 году на средства Дмитрия Сергеевича была построена деревянная церковь во имя святого Благоверного князя Александра Невского, починок стал селом. Приход состоял из самого села и десяти починков с общим населением 2474 человека. Первым священником стал Петр Кипарисов, но его почти сразу сменил Василий Лепяцкий.
В том же 1882 году открылась земская одноклассная школа.
Крестьяне села Волково вместе с расположенным практически вплотную Горно-Ключевским починком образовывали единое сельское общество.
В 1895 году в селе насчитывалось всего 20 дворов и 87 человек, но при этом были зафиксированы хлебозапасный магазин, бакалейная лавка и даже ссудо-сберегательное товарищество. По воскресеньям в Волково работал базар, а с 1 января проводилась трехдневная ярмарка.
В начале XX века в селе появилась первая кузница и небольшая земская больница на пять коек. Участковым врачом седьмого участка Уфимского уездного земства был Самуил Исаакович Тарновский.
Вся земля (321 десятина) находилась в товарищеской собственности — крестьяне были членами земельного товарищества. Не менее половины крестьянских хозяйств являлись достаточно крепкими: 8 домохозяев имели более 20 десятин земли, в 7 хозяйствах засевалось более 10 десятин пашни, семеро хозяев держали не менее четырёх рабочих лошадей.
Самым состоятельным хозяином к 1917 году был 67-летний Игнатий Васильевич Светлаков — имел 83 десятины земли, а также занимался торговлей.

### Административно-территориальная принадлежность
С советских времен является центром одноимённого сельсовета. В 1918—1923 гг. существовала отдельная Волковская волость, а в Волково размещались волостной совет и исполком. В 1930-е годы закрыли церковь, однако, окончательно разобрали её намного позже — в 2013 году.
В 1950-е годы в состав села официально вошел Горно-Ключевской посёлок.

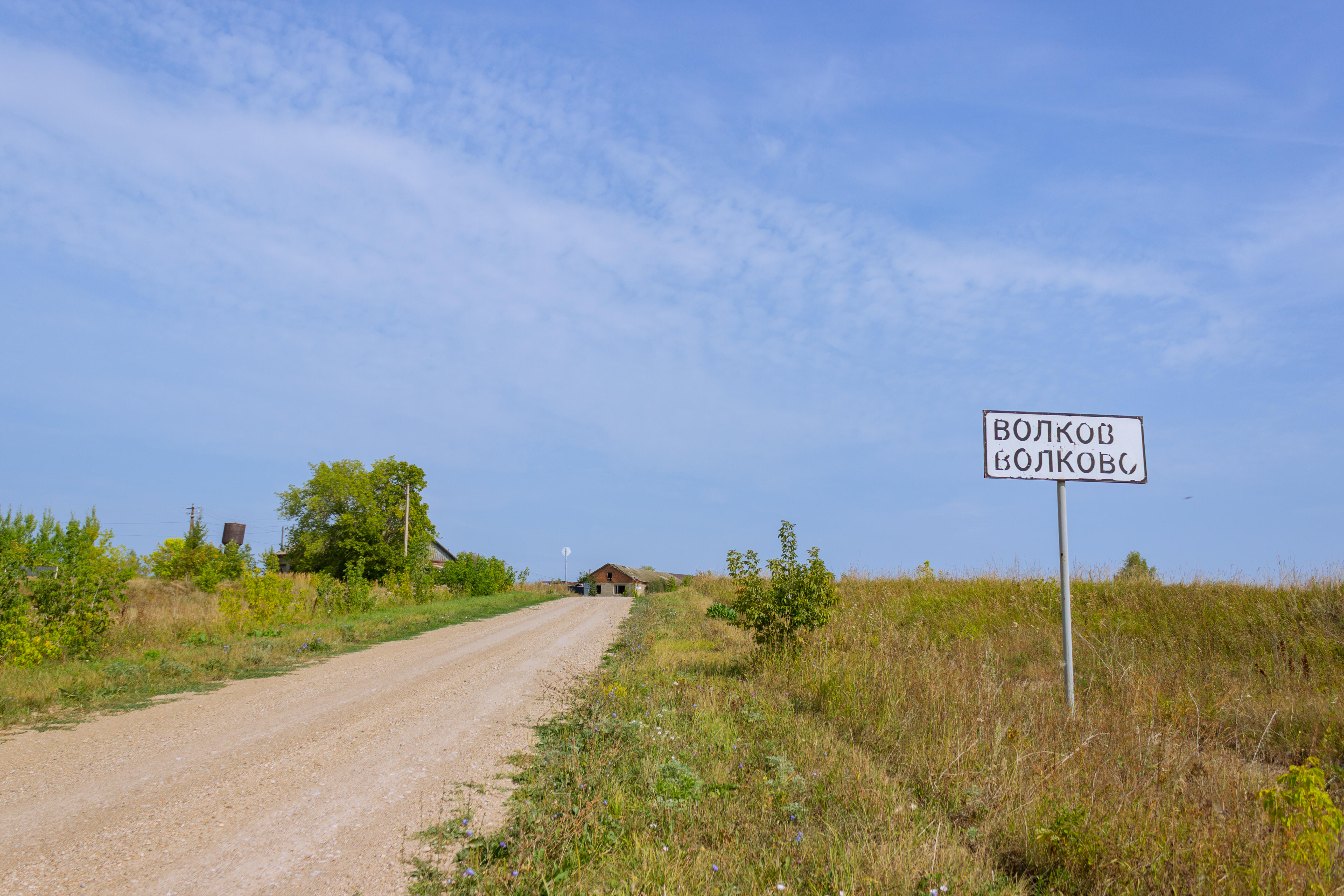
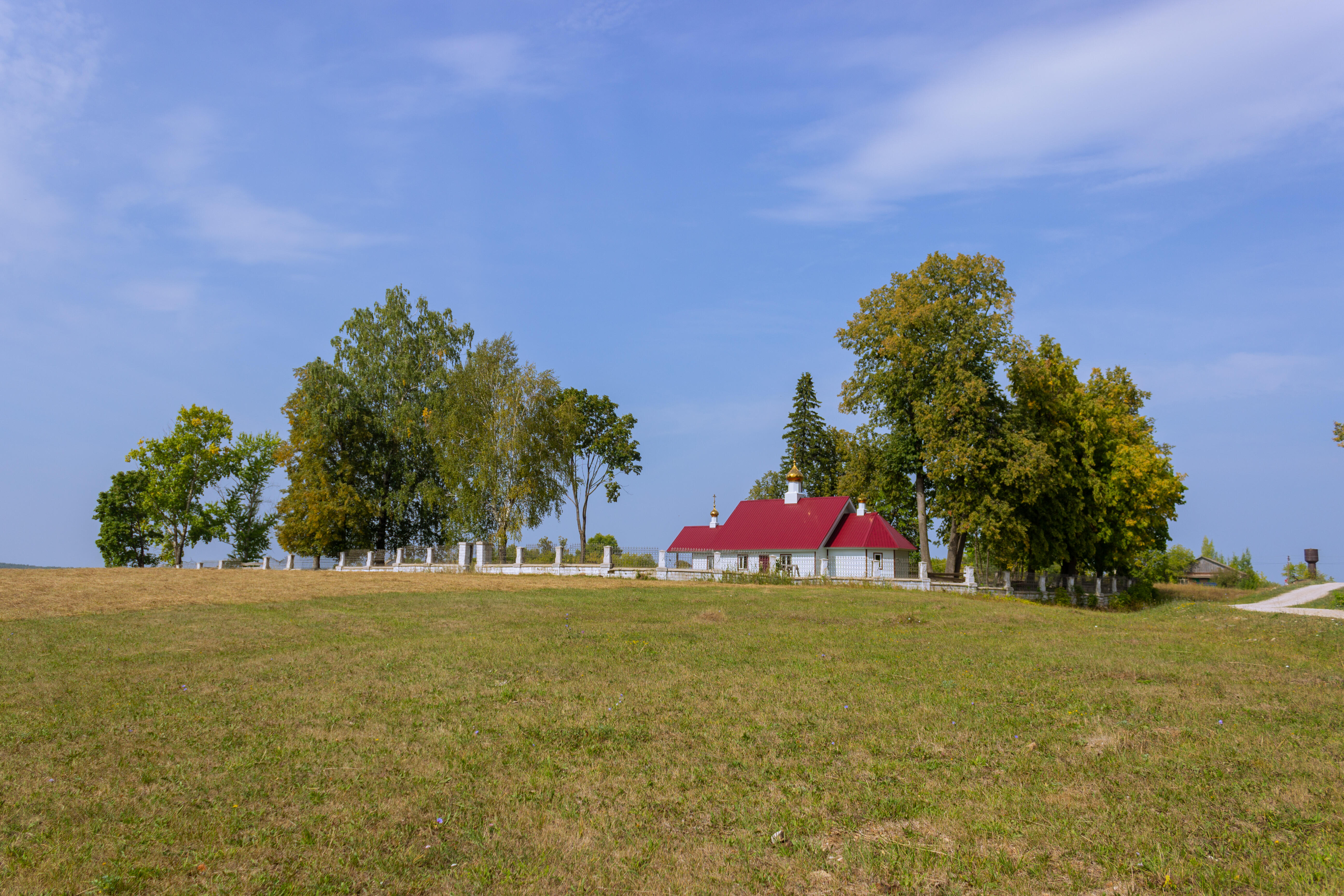
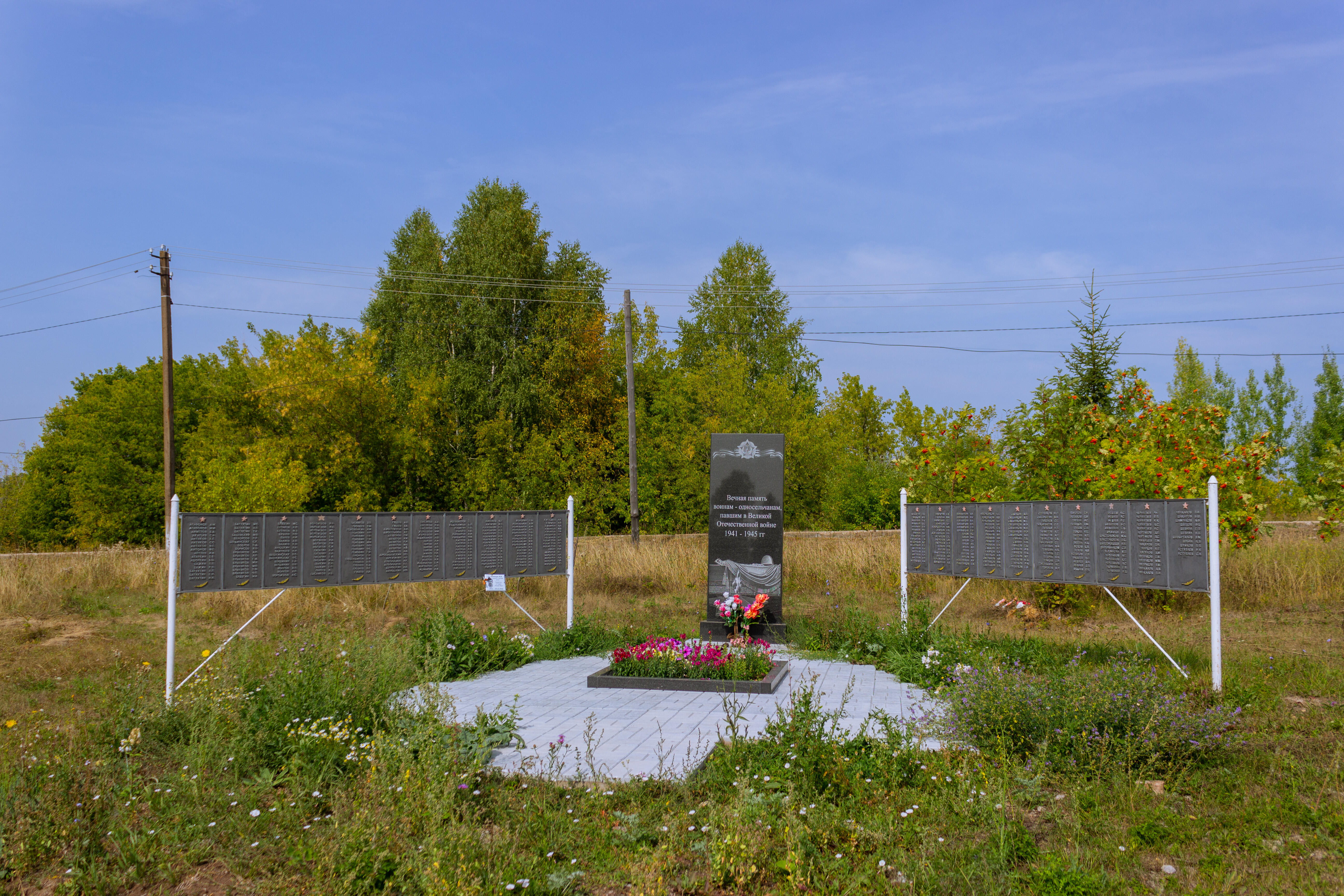
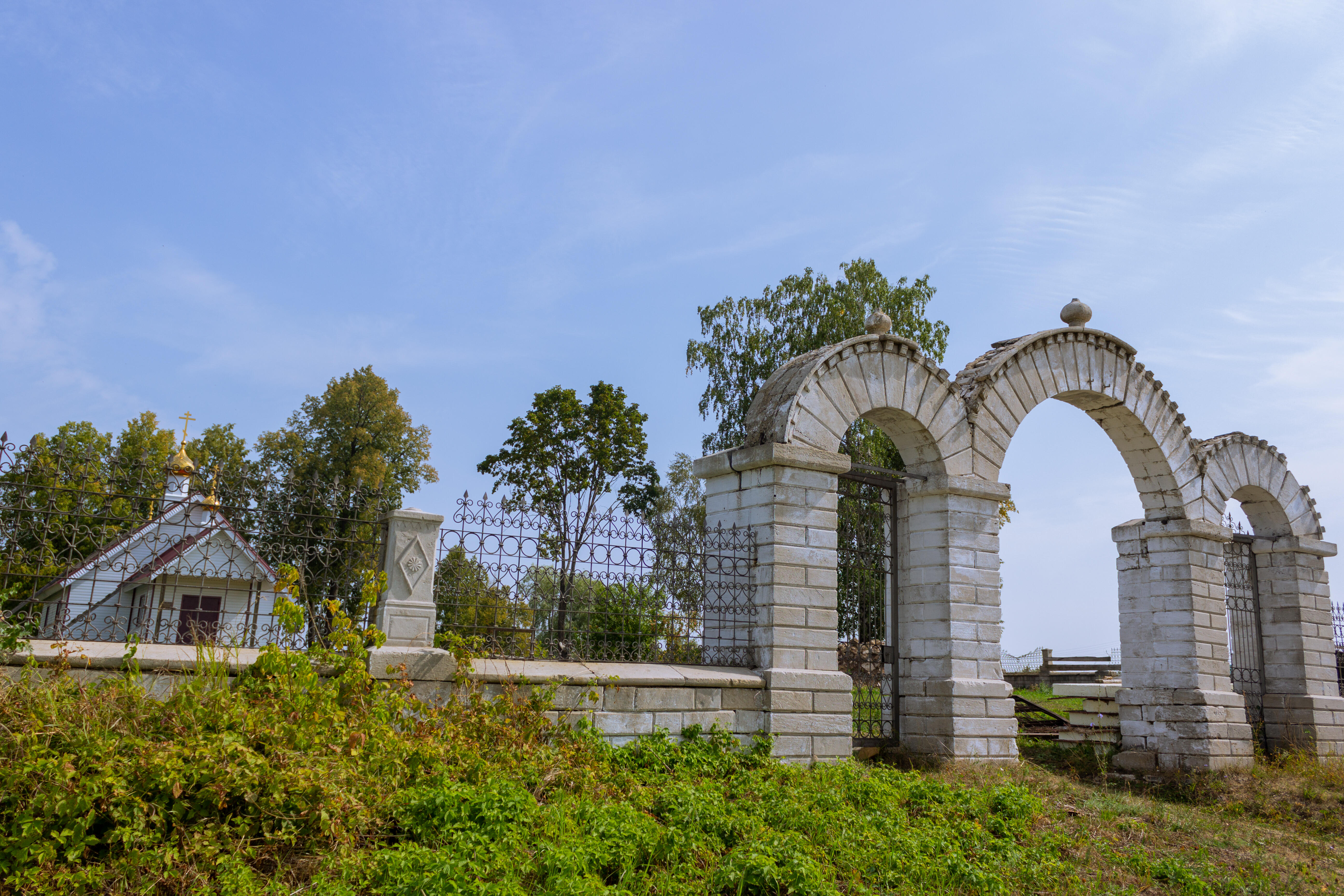

## Население
| 2002 | 2009 | 2010 |
| ---- | ---- | ---- |
| 191  | ↗243 | ↘218 |

Перепись 1917 года зафиксировала в селе 63 домохозяйства и 353 человека, в том числе 34 беженца-украинца.
Самое большое количество людей, проживающих в Волково, было зафиксировано в 1959 году — 517 человек.
Национальный состав
Согласно переписи 2002 года, преобладающая национальность — русские (76 %).

## Инфраструктура
Основа экономики — сельское хозяйство. Во время коллективизации в селе был образован колхоз имени Сталина, которому при Хрущеве дали новое имя — «Знамя». В постсоветское время колхоз преобразовали в СПК «Родина», прекратившую свое существование в 2010-е годы.

## Транспорт
Деревня доступна автотранспортом.

## Религия
В селе есть православная церковь Александра Невского.